# Baja Europe
Das Baja Europe ist ein internationales lizenzfreies Rallye Raid, das bis 2017 als Baja Deutschland jährlich in der Nähe von Hohenmölsen im Tagebau Profen stattfand. Es zählt nach einem Neuanfang 2009 als Europas größtes Offroad-Rallye-Raid und findet seit 2019 im polnischen Żagań statt.

## Geschichte
Von 2001 bis 2003 wurden bereits Events unter dem Namen Baja Deutschland veranstaltet, die als Lauf zur FIA Marathonrallye Worldcup geplant waren. Bekannte Teilnehmer waren damals unter anderem Jutta Kleinschmidt in einem Werks-VW, Luc Alphand in einem X-raid BMW X5CC und die damalige Mitsubishi-Werkspilotin Andrea Mayer. Nach wenigen Veranstaltungen wurde die Baja Deutschland wieder eingestellt.
2008 wurden die Baja Saxonia und 2009 die BAJA300 POWERDAYS Germany im Stile der Baja 1000 veranstaltet. Mitinitiator der BAJA300 war Armin Schwarz. Nach Veranstalterwechsel wurde die Baja ab 2012 vom 4×4-Club Leipzig und zuletzt von der bulgarischen RBI Sport Ltd veranstaltet. Im Jahre 2013 fand sie als Baja Mitteldeutschland in Zusammenarbeit mit dem Baboons Endurance Day statt. Am Start waren 339 Teams und etwa 1500 Fahrer.
Bekannte Teilnehmer der letzten Jahre waren Tomáš Tomeček, Jesse James, Cyril Despres, Paulo Gonçalves, Gerard de Rooy sowie weitere Teilnehmer des Africa Eco Race und der Rallye Dakar. Gewinner der Baja Deutschland im Jahr 2013 in der LKW-Klasse war Gerard de Rooy, er wurde ebenfalls Schnellster über alle Klassen.
Seit 2012 besteht eine Partnerschaft mit der Rallye Breslau und ab 2013 konnten Wertungspunkte für die German Offroad Masters DMV-Rallye-Raid-Meisterschaft eingefahren werden.
Zur Baja Deutschland 2014 waren 131 Pkw, 114 Motorräder, 26 Lkw, 28 Side-by-Sides und 9 Quads angemeldet.
Die Baja Deutschland fand 2017 aufgrund einer Erweiterung der betrieblichen Rahmenbedingungen (Umverlegung von Förderbändern sowie Strom- und Wasserleitungen) im Braunkohletagebau Profen das letzte Mal statt. Als einmalige Nachfolgeveranstaltung im Format einer Wochenendveranstaltung wurde im Folgejahr 2018 die Breslau 500 durchgeführt. Der Nachfolger der Baja Deutschland ist seit 2019 die Baja Europe, die jährlich im polnischen Żagań stattfindet. Der Veranstalter ist der Automobilklub Wielkopolski aus Poznań und, wie schon bei der Baja Deutschland, die bulgarische RBI Sport, die u. a. auch Veranstalter der Rallye Breslau, der Fenix Rallye und der Balkan Offroad Rallye ist.

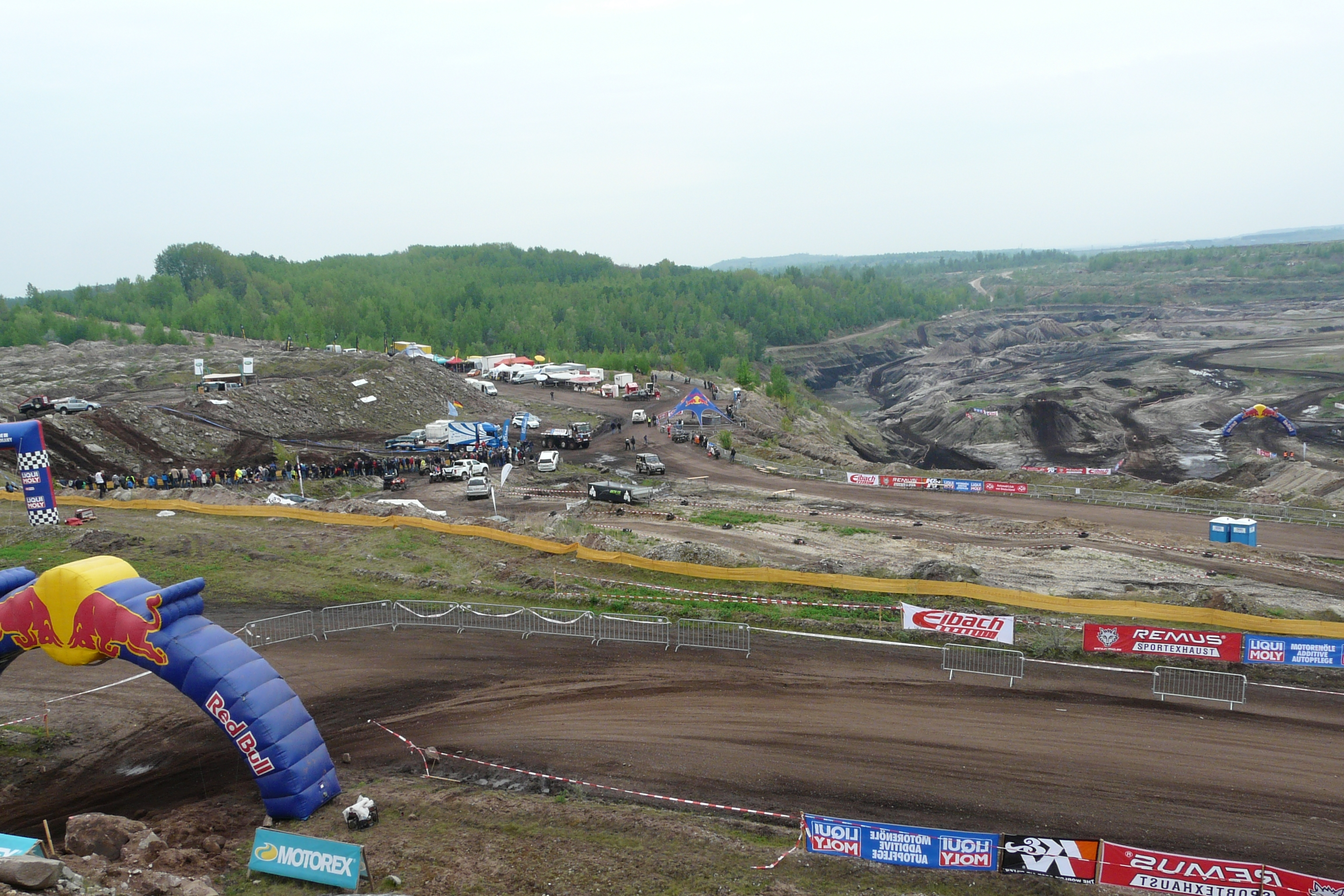
Start und Zieleinlauf der Baja 300 Powerdays 2013 im Tagebau Profen
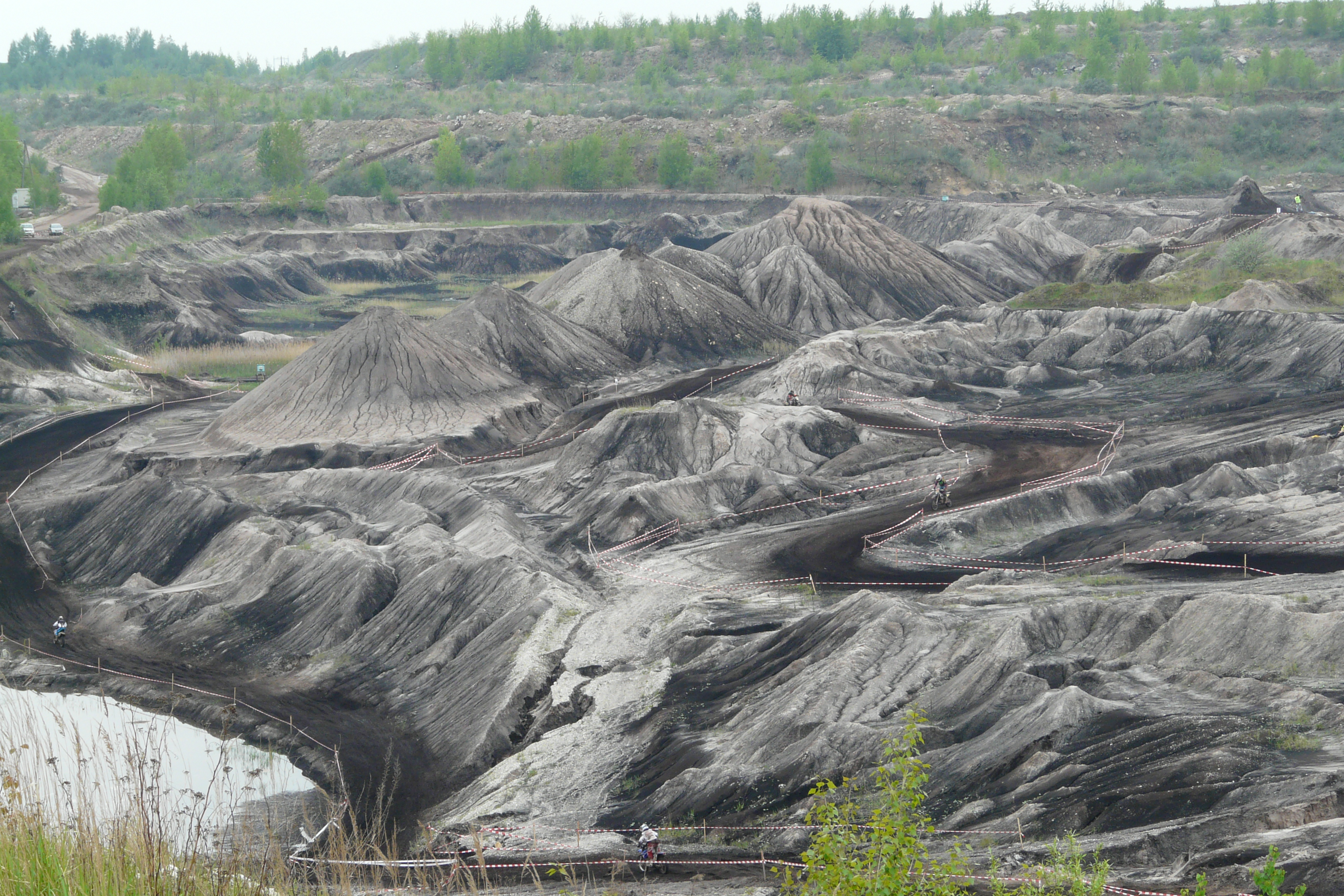
Ein Teil der Strecke unterhalb der Deckschichten im Braunkohleflöz
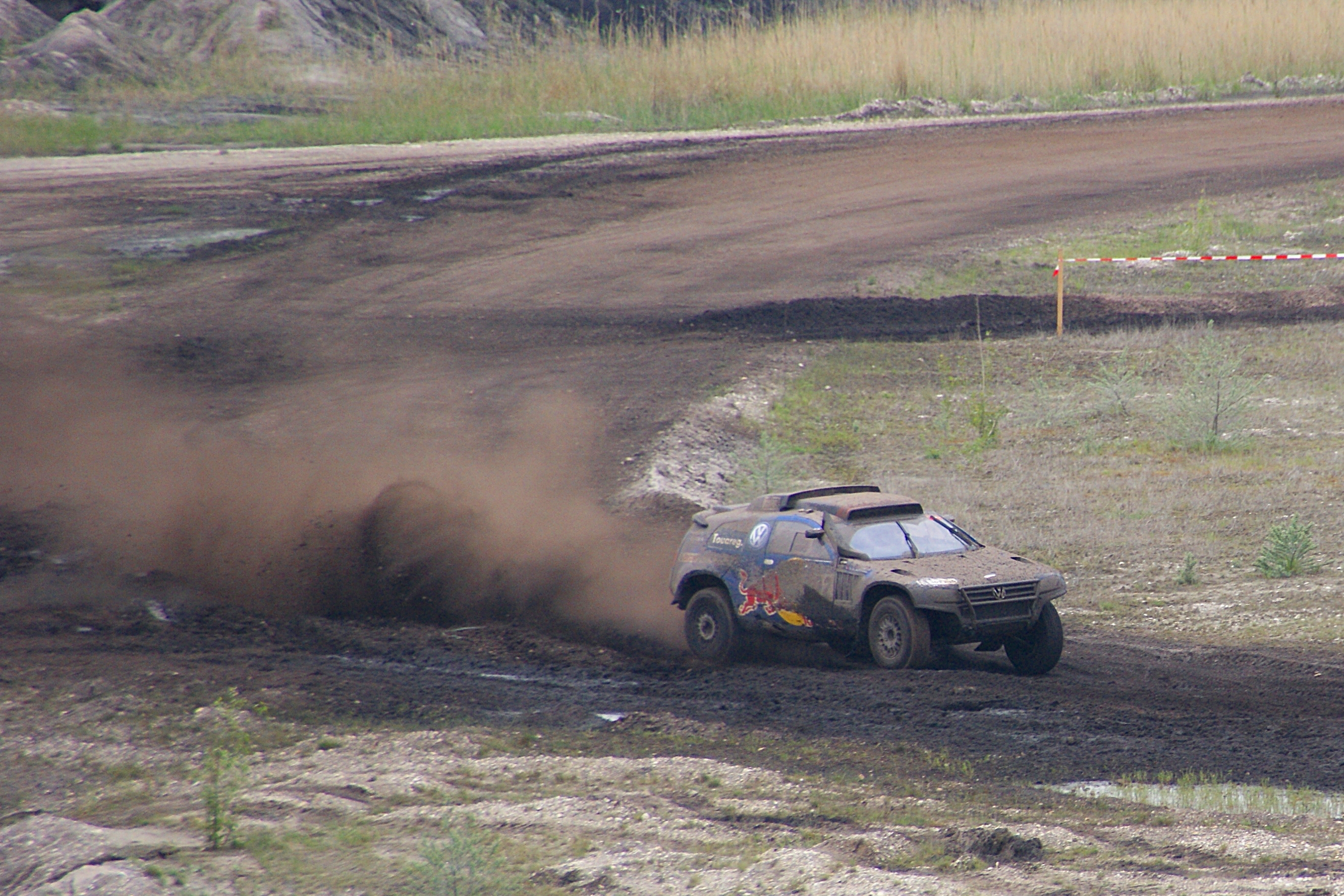
VW Race Touareg in Resten von Braunkohleflöz im Tagebau Profen